# 아비 공주
《아비 공주》는 일본의 만화·애니메이션 《이누야샤》의 등장하는 단역 악역으로, 146화에서 154화까지 등장하였다.

## 프로필
저승과 이승을 이어주는 거대한 새 요괴인 철계의 딸로 독귀들의 아버지를 먹고 탈이 나서 어머니의 독을 중화시키기 위해 인간들을 덮쳐 피를 하나도 남김없이 모으고 있었다. 새를 조종하는 요괴로, 146화에서 첫등장하였다. 그 때 나라쿠가 그녀의 앞에 나타나서 나라쿠의 독충과 무기를 받는다.